# 艾希克格尔
艾希克格尔是奥地利施蒂利亚州费尔德巴赫县的一个市镇。总面积14.89平方公里，总人口1207人，人口密度81.1人/平方公里（2001年）。